# Flasken
Flasken er en brakvandssø og et fredet naturområde i Kirke Helsinge Sogn, Kalundborg Kommune, beliggende ved Halleby Ås udløb til Storebælt i Jammerland Bugt. Området udgør den nordlige afgrænsning af tangen der fører ud til Reersø; den sydlige afgrænsning er Reersø Vejle, og de to områder udgør en samlet naturfredning på i alt 285 hektar, der blev oprettet i 1979. Reersø var indtil midt i 1600-tallet en ø, men materialevandringer har efterhånden gjort den landfast, og dannet den lave tange til øen.
Halleby Å, der blandt andet afvander Tissø har oprindeligt haft sit udløb noget nordligere, ved Bjerge Enge men dannelse af strandvoldene der nu hedder Osen har tvunget det sydpå. Flasken og åens udløb er et af de sidste uregulerede å-udløb på Sjælland.
Flasken er en del af det ca. 3.300 hektar store habitatområde og Natura 2000-område nr. 157 Åmose, Tissø, Halleby Å og Flasken og indgår i Naturpark Åmosen.